# Крімптан МакФідах
Крімптан МакФідах (ірл.: Crimthann mac Fidaig — Крімхен Мор син Фідаха або (в літеральному перекладі з давньоірландської — Велика Лисиця син Лісовика) — верховний король (ірл.: Ard Ri) Ірландії (351–368 роки правління), король Мюнстера. Свояк Еохайда Мугмедона, по смерті якого успадкував ірландське королівство. Володів також територіями в Британії та Галії. Згідно з переказами, був визнаний королем Каледонії (нинішньої Шотландії — ірландською Альбенех). Був отруєний своєю сестрою Монгфінд. Відомості про нього знаходимо в давній ірландській хроніці «Балє Хунь Хетхехах» («Baile Chuinn Chétchathaig») як про останнього верховного короля Ірландії, що походить з Мюнстера. Герой багатьох ірландських міфів та легенд. Займає чільне місце у напівміфологічній історії та генеалогії багатьох королівських династій дрібних королівств Ірландії. За словами Джеффрі Кітінга, його дружиною була Фіден — дочка неназваного короля Коннахту.

## Історія та легенди
Відповідно до переказів, він збудував велику фортецю в Корнуолі (Британія) відому як Дінд Традуі або Дін Традуі — Фортецю Трьох Валів. Але сумнівно, що така фортеця існувала — археологи досі її не знайшли, хоча були спроби ототожнити її залишки з деякими давніми городищами. Дехто з істориків ототожнює Дін Традуї з сучасним Дунстером. Відомо, що королі Мунстера неодноразово захоплювали землі в Британії протягом багатьох століть і мали там свої фортеці та форпости.

### Правління та загибель
Згідно з легендами й переказами, після несподіваної смерті від хвороби верховного короля Ірландії Еохайда Мугмедона п'ятеро його синів — Бріан, Фіахр, Айліль, Фегрус та Ніал почали сперечатися за владу. Королева Монгфінд — вдова короля Еохайда Мугмедона хотіла, щоб владу передали її сину Бріану, але коли побачила, що це неможливо, то переконала ірландців (не без допомоги чаклунства) передати владу своєму брату Крімптану МакФідаху. Бріана тим часом відправили в Альбенех (нинішню Шотландію) вчитися військовому мистецтву, щоб він в майбутньому відвоював собі Ірландію. Військового мистецтва він вчився в Сенолла МакОнга, доки не став  майстерним воїном і через сім років повернувся в Ірландію.
Тим часом Крімптан МакФідах вирушив збирати данину в різні підвладні йому королівства — спочатку в Ірландські — Ленстер, Мюнстер, Коннахт, Улад, а потім і за море — в королівство Альба (Альбенех, Каледонію). Користуючись відсутністю короля сини Монгфінд здійняли повстання з метою захопити владу і розділи володіння короля між собою. Дізнавшись про це король Крімптан повернувся назад і зібрав армію в Коннахті, щоб вигнати братів зі своїх володінь. Виступивши в похід, розташувався біля річки Муад в Коннахті. Тоді вдова Монгфінд вирішила отруїти короля Крімптана. Приїхавши нібито для мирних переговорів, вона запросила короля на бенкет і подала королю чашу з отруєним вином. Король сказав, що вип'є з цієї чаші, якщо спочатку з неї вип'є сама Монгфінд. Вона випила з чаші половину, знаючи, що там смертельна отрута. Король Крімтан випив решту вина. Обидва вони померли в ніч під Самайн (найбільше осіннє свято давніх ірландців — свято повернення стад з літніх пасовиськ). Помер Крімптан в місцевості, що звалась Сліаб ін Ріг, а після смерті короля стала зватись Ферт Крімптан. Приїхали туди його батько Фідах, його мати, його прийомна мати і стали оплакувати короля Крімптана — там і померли всі троє.

### Міжусобиця племінників
Але не допомогли Монгфінд ні зрада свого брата, ні смерть яку вона прийняла заради вбивства короля, бо не став королем Бріан, а отримав владу Ніл Дев'яти Заручників якого так ненавиділа Монгфінд. Після смерті короля Крімтана Бріан продовжив війну, брав всюди заручників і данину, захопив владу в Коннахті. Його брат Фіахр захопив землі між Карн Ферадайг та Маг Мукрама. Почали вони воювати між собою. Зійшлись брати в битві при Дамклуайн, в якій переміг Бріан. Фіахра захопили в полон, а його син Наті зумів втекти. Наті почав війну з Бріаном. Бріан покликав друїда Дрітліу і запитав чим закінчиться ця війна. Друїд відповів, що судилося перемогти Наті. У Бріана було двадцять чотири сини і Бріан оголосив, що хоче бачити королем свого сина Ехена. Почалась жорстока битва, в якій Бріана вбив Крімптан син Енда Канселлаха, який потім загинув від руки Енда Емалаха сина Бріана. Тим часом Ніал Дев'яти Заручників випустив Фіахра з в'язниці і передав йому королівську владу над Коннахтом.
Потім вирушили в похід сини Еохайда Мугмедона Фіахр та Айліль в похід за даниною в Мунстер, яким правив син Крімптана, Еохайд. Але мустрецям це не сподобалось і вони почали війну з Фіахром та Айлілем. Зійшлись вони в битві біля Каенрайге. У цій битві Фіахр отримав важке порання, хоч і зумів виграти битву. Взявши данину з Мунстера Фіахр помер від рани. Поховали Фіахра в місцині Форрах, влаштували тризну та ігрища, написали його ім'я на огамі (ритуальному камені), поховали разом з ним живими 50 заручників, щоб навіки цим осоромити Мунстер і звеличити короля Коннахту. Мунстерці продовжили війну і вбили Айліля сина Еохайда Мугмедона. Але війна між Мунстером і Коннахтом тривала і далі. Землі між Коннахтом і Мунстером захопив Лугайд Менн — з того часу ті землі звуться Жорстока Земля Меча Лугайда Червона Рука. А влада верховного короля Ірландії остаточно закріпилась за Ніалом Дев'яти Заручників.